# 天桴三
天桴三（天鷹座58），又名BD-00 3871，HD 188350、SAO 125219、HR 7596，是天鷹座的一颗恒星，视星等为5.61，位于銀經40.55，銀緯-13.92，其B1900.0坐标为赤經19h 49m 37.4s，赤緯+0° -13.92′ 44″。